# Pristimantis satagius
Pristimantis satagius är en groddjursart som först beskrevs av Lynch 1995.  Pristimantis satagius ingår i släktet Pristimantis och familjen Strabomantidae. IUCN kategoriserar arten globalt som otillräckligt studerad. Inga underarter finns listade i Catalogue of Life.